# Sparganothoides torusana
Sparganothoides torusana es una especie de lepidóptero del género Sparganothoides, tribu Sparganothini, familia Tortricidae. Fue descrita científicamente por Kruse & Powell en 2009.
La longitud de las alas anteriores es de 6,1 a 7 milímetros para los machos y de 6,8 a 7,4 milímetros para las hembras. Se distribuye por México.